# Cérebro artificial
O cérebro artificial é um termo comumente utilizado na mídia para descrever as pesquisas que têm como objetivo o desenvolvimento de software e hardware com habilidades cognitivas similares às dos animais ou do cérebro humano. A pesquisa do cérebro artificial desempenha três papéis importantes na ciência:
- A busca constante dos neurologistas do entendimento sobre o funcionamento do cérebro humano, conhecida como neurociência cognitiva.
- Um experimento mental na filosofia da inteligência artificial, demonstrando que é possível, em teoria, criar uma máquina que possui todas as capacidades de um ser humano.
- Um projeto de longo prazo cujo objetivo é criar máquinas capazes de ações inteligentes gerais ou inteligência artificial geral.  Esta ideia tem sido popularizada por Ray Kurzweil[2] como IA forte (ou seja, elevar a inteligência de uma máquina ao nível humano).

Um exemplo do primeiro objetivo é o projeto da Universidade Aston em Birmingham, Reino Unido onde pesquisadores usam células biológicas para criar "neurosferas" (pequenos aglomerados de neurônios) para desenvolver novos tratamentos para doenças que incluem o mal de Alzheimer, doença do neuromotor e mal de Parkinson.
O segundo objetivo é uma réplica a argumentos como o do quarto chinês de John Searle, a crítica da IA de Hubert Dreyfus ou o argumento de Roger Penrose em A Mente Nova do Rei. Essas críticas argumentam que há aspectos da consciência ou habilidade humana que não podem ser simulados por máquinas. Uma resposta a estes argumentos é a de que os processos biológicos no interior do cérebro podem ser simulados a qualquer grau de exatidão. Esta réplica foi feita já em 1950, por Alan Turing em seu artigo clássico Computing Machinery and Intelligence.
O terceiro objetivo costuma ser denominado inteligência artificial geral pelos pesquisadores. Porém, Kurzweil prefere o termo mais popular IA forte.  Em seu livro A Singularidade Está Próxima ele foca na emulação completa do cérebro utilizando computadores convencionais para implementar cérebros artificiais, e afirma que (baseando-se na presunção de que a capacidade de processamento continuará a crescer exponencialmente) isto será realidade em 2025.  Henry Markram, diretor do projeto Blue Brain (que vem tentando a emulação cerebral), fez uma declaração similar (2020) na Conferência TED em Oxford em 2009.

## Abordagens de simulação cerebral
Apesar de a emulação cerebral direta utilizando redes neurais artificiais em um supercomputador ser uma abordagem comum, há outras alternativas. Uma outra implementação no cérebro artificial poderia se basear nos princípios de coerência/incoerência de fase não-linear da Tecnologia Neural Holográfica (HNeT). Foi feita uma analogia aos processos quânticos através do algoritmo sináptico nuclear que possuem grande similaridade com a equação de onda da mecânica quântica.
O EvBrain é uma forma de software evolucionário que pode desenvolver redes neurais semelhantes às do cérebro, tal como a rede que se localiza logo atrás da retina.
Desde novembro de 2008, a IBM recebeu uma quantia de $4.9 milhões do Pentágono para conduzir uma pesquisa para a criação de computadores inteligentes. O Projeto Blue Brain está sendo assistido pela IBM em Lausanne. Este projeto se baseia na premissa de que é possível ligar os neurônios "no computador"  através da colocação de trinta milhões de sinapses em suas posições tridimensionais corretas.
Em 2008, o Projeto Blue Brain já vinha apresentando progresso acima do esperado: "A consciência é apenas uma quantidade imensa de informações sendo transmitidas por trilhões de células nervosas." Alguns defensores da IA forte especulam que os computadores conectados ao Blue Brain e ao Soul Catcher podem exceder a capacidade intelectual humana por volta de 2015, e é provável que ele seja capaz de descarregar um cérebro humano em meados de 2050.
Há boas razões para acreditar que, independente da estratégia implementada, as predições da realização dos cérebros artificiais no futuro próximo são otimistas. Os cérebros em particular (incluindo o cérebro humano) e a cognição não são ainda bem compreendidos, e a escala da computação requerida permanece desconhecida. Além disso, parece haver limitações energéticas. O cérebro humano consome por volta de 20W de energia, enquanto os supercomputadores podem consumir até 1MW sobre uma ordem de 100.000 mais (nota: o limite de Landauer é de 3.5x1020 op/seg/watt à temperatura ambiente).

## Experimento mental sobre o cérebro artificial
Alguns críticos da simulação cerebral acreditam ser mais simples criar ações de inteligência geral de maneira direta, sem tentar imitar a natureza. Alguns comentadores têm usado a analogia das tentativas pioneiras de voo, em que as máquinas emulavam a anatomia dos pássaros, mas hoje se sabe que as aeronaves não precisam se parecer com aves para voarem efetivamente. Um argumento computacional é utilizado em AI - What is this, onde é demonstrado que, se tivermos uma definição formal de o que é a IA geral, o programa correspondente pode ser encontrado através da enumeração de todos os programas possíveis e então testar um a um para verificar qual deles corresponde à definição. Nenhuma definição existe atualmente.
Além disso há questões éticas que deveriam ser consideradas. A construção e manutenção de um cérebro artificial levanta questões morais, a saber, aquelas ligadas à pessoalidade, liberdade e morte. Será que um "cérebro numa caixa" constitui uma pessoa? Que direitos tal entidade teria, sob a lei e tudo mais? Uma vez ativado, teriam os humanos a obrigação de continuar sua operação? E a desativação de um cérebro artificial constituiria morte, dormência, inconsciência, ou outro estado para qual nenhuma descrição humana existe? No fim das contas, um cérebro artificial não está sujeito à degradação celular após a morte (e perda de função associada), tal como os seres humanos, dessa forma um cérebro artificial poderia, teoricamente, retomar seu funcionamento tal como era antes de ser desativado.